# Qualtingers Wien
Qualtingers Wien ist ein österreichischer Film aus dem Jahr 1997. Er wurde im Auftrag des Österreichischen Rundfunks mit einem Budget von 13 Millionen Schilling produziert und im Frühjahr 1998 erstausgestrahlt.
Der tragikomische Film basiert zur Gänze auf Sketchen von Helmut Qualtinger. Aus etwa 80 Stücken, die Qualtinger in den 1960er und 1970er Jahren geschrieben hat, wählten die Drehbuchautoren Alfred Dorfer und Harald Sicheritz mehr als 20 aus und verwoben sie zu einer mehr oder weniger zusammenhängenden Geschichte, ohne jedoch an den Originaltexten etwas zu ändern. Basis der Erzählung ist das Qualtinger-Stück Im Prater blüh’n wieder die Bäume, das der Autor für sich und seine Frau Vera Borek verfasst hat. Im Film werden die beiden Rollen von Borek selbst und von Alfred Dorfer gespielt.
Nahezu jede der etwa 40 Sprechrollen wurde mit einem bekannten österreichischen oder deutschen Schauspieler oder Kabarettisten besetzt.

## Handlung
Ein durchgehender Handlungsstrang bildet die Basis für den Film. Der zynische und missmutige Hansi (Alfred Dorfer) schiebt seine geh- und sprechbehinderte Mutter Gucki (Vera Borek) in ihrem Rollstuhl durch die Stadt. In seinen Monologen wünscht er ihr mehrmals den Tod – einmal lässt er sie für kurze Zeit auf einem Bahnübergang stehen und kündigt an, sie dort stehen zu lassen, bis ein Zug kommt.
Dieser Spaziergang dauert im Film insgesamt 24 Stunden. Auf ihrer Reise treffen die beiden unterschiedliche, von Qualtinger erdachte Charaktere: einen angetrunkenen Briefträger (Lukas Resetarits), zwei überkorrekte Polizisten (Hanno Pöschl und Wolf Bachofner), Künstler, Entführer, Prater-Unternehmer, Freier und Prostituierte, Schlagersänger, Würstelstand-Besitzer, korrupte Politiker (Fritz Muliar), einen Anwalt und einen Arzt (Roland Düringer und Karl Markovics).

## Kritiken
„Wer angesichts der zahlreichen Kabarettisten eine Abfolge lustigen Haha-Humors erwartet, wird enttäuscht sein. 90 Minuten lang und zeitlos bitter ist die Collage aus Alltagsszenen der Wiener Vorstadt. Und trotzdem lustig, weil grotesk - und wahr.“

„Qualtingers Wien beweist, daß gerade die junge Kabarettistengeneration ihren Qualtinger sehr wohl studiert und verstanden hat. Die Trostlosigkeit seiner Szenen, die weniger die Menschen anklagen als das Leben, die nur mehr reale Pointen zulassen, wurde kaum je kabarettistischen Effekten geopfert.“

## Auszeichnungen
- 1998: Romy für Helmut Pirnat für die beste Kamera
- 1998: Erich-Neuberg-Preis für Regisseur Harald Sicheritz